# Grève métallurgique luxembourgeoise de mars 1921
La grève de mars 1921 fait partie des pires crises métallurgiques du Luxembourg.
L'usine métallurgique de Dudelange jouit dans sa globalité d'une réputation solidaire dans les relations entre patrons et ouvriers. L'usine fut caractérisée par ses engagements sociales en faveur de ses employés et a rarement subi des conflits intérieurs ou des soulèvements généraux.
À l'exception de la grève générale de mars 1921, l'usine métallurgique n'a subi qu'un nombre restreint de grèves minimes.

## Contexte et déroulement

### Grèves minimes
On note le premier conflit le 18 août 1905 : 25 Italiens expriment leur mécontentement au sujet d'une hausse de salaire promise mais non accordée.
Le 5 février 1906, une grève de deux jours aux hauts fourneaux résulte à nouveau d'une question de mécontentement concernant la rémunération.
Seulement un mois plus tard, le 12 mars 1906, 30 ouvriers cessent de travailler dû à un sous-paiement. Une grève générale à la suite de la hausse des prix sans adaptation appropriée des salaires et à la suite de la revendication de meilleures conditions de travail s'étala sur une période de cinq jours à partir du 1er juin 1917.

### Grève générale de mars 1921
À la suite de la dénonciation du Zollverein et au manque d'un texte de loi confirmant l'union économique avec la Belgique, le Luxembourg se trouve après les années de guerre en difficultés économiques. Par conséquent, en 1919/1920 l'usine Arbed de Dudelange voit sa production diminuer à un tiers de sa production réalisée en 1912/1913. La baisse d'activité dans le domaine sidérurgique fut accompagnée par un licenciement de 609 ouvriers à Differdange et Rodange. Dès le 1er mars 1921, des grèves à travers tout le pays visaient le soutien des licenciés pour la dénonciation de leurs mauvaises conditions de vie.
Également du côté de Dudelange, les ouvriers de l'aciérie n'attendaient pas pour exprimer leur malheureuse situation sociale et rejoignirent la grève le 4 mars. Nicolas Biever, secrétaire général du Berg- und Hüttenarbeitsverband et M. Ewert, syndicaliste eschois sont deux noms remarquables de cette insurrection par leur tentative de remise en marche d'un des hauts fourneaux, une démarche en contradiction avec la volonté de l'autorité.
L'usine métallurgique dudelangeoise reste fermée du 5 au 18 mars. Lorsque la direction s'explique prête à reprendre l'activité, la moitié des employés accepte la reprise du travail le jour même pendant que le reste s'y remet progressivement.
Après la déclaration de fin de grève par le syndicat le 17 mars, trois hauts fourneaux furent remis en fonction jusqu'à ce que l'usine reprenne sa pleine activité le 20 mars 1921. L'usine fut contrôlée par des gendarmes pendant la période de grève qui, après avoir mis en état d'arrestation Nicolas Biever le 18 mars se retire progressivement des lieux.